# Xavier Yombandje
François Xavier Yombandje (Koumra, 9 juli 1956) is een Centraal-Afrikaans rooms-katholiek bisschop. Yombandje werd in 1985 tot priester gewijd. In 1997 werd hij bisschop van Kaga-Bandoro en in 2004 van Bossangoa. Hij was voorzitter van de Centraal-Afrikaanse bisschoppenconferentie. In mei 2009 nam hij ontslag nadat een onderzoek door het Vaticaan had uitgewezen dat vele geestelijken uit zijn bisdom het niet zo nauw namen met het celibaat en met de geloften van kuisheid, armoede en gehoorzaamheid.  Vele priesters wonen samen met een vrouw en hebben kinderen. Enkele weken later nam ook de aartsbisschop van Bangui, Paulin Pomodimo, zijn ontslag.